# Tanaidacea
I tanaidacei (Tanaidacea Dana, 1849) sono un ordine di crostacei che costituiscono un gruppo minore all'interno della classe Malacostraca. Ci sono circa 940 specie di tanaidacei.

## Descrizione
I tanaidacei sono piccoli crostacei simili ai gamberetti. Gli adulti misurano da 0,5 fino a 120 millimetri (0,020 fino a 4,7 in); la maggior parte delle specie vanno da 2 fino a 5 millimetri (0,08 fino a 0,2 in). Il carapace copre i primi due segmenti del torace. Sul torace ci sono tre paia di arti: un piccolo paio di maxillipedi, un paio di grandi gnatopodi artigliati e un paio di pereiopodi adattati a scavare nel fango. I restanti sei segmenti toracici non hanno arti, cosa particolarmente insolita nei crostacei, ma ciascuno dei primi cinque segmenti addominali normalmente porta i pleopodi. L'ultimo segmento è fuso con il telson e porta una coppia di uropodi.
Le branchie si trovano sulla superficie interna del carapace. Gli arti toracici spingono l'acqua verso la bocca, che filtra piccole particelle di cibo. Alcune specie cacciano attivamente le prede, sia come unica fonte di cibo, sia in combinazione con l'alimentazione tramite filtraggio dell'acqua.

## Habitat
La maggior parte delle specie sono marine, ma alcune si trovano anche in habitat costieri d'acqua dolce o in estuari. I tanaidacei vivono abitualmente sul fondo marino, in acque poco profonde, ma alcune specie si trovano in acque molto profonde, superando in alcuni casi i 9000 m. In alcuni ambienti di mare profondo, rappresentano la fauna più abbondante e diversificata che si possa trovare.

## Biologia
I tanaidacei non passano attraverso un vero e proprio stadio planctonico. Il primo periodo dello sviluppo viene trascorso all'interno del marsupium della madre. Successivamente, le post-larve, chiamate manca, emergono come forme epibentiche. Alcune specie sono ermafrodite.

## Tassonomia
L'ordine Tanaidacea è suddiviso nei seguenti sotto-ordini, superfamiglie e famiglie:
- Sottordine Anthracocaridomorpha †
  -     - Famiglia Anthracocarididae † Brooks, 1962 emend. Schram, 1979
    - Famiglia Niveotanaidae † Polz, 2005

- Sottordine Apseudomorpha
  - Superfamiglia Apseudoidea Leach, 1814 (incl. prec. Superfamiglia Jurapseudoidea[4])
    - Famiglia Apseudellidae Gutu, 1972
    - Famiglia Apseudidae Leach, 1814
    - Famiglia Eucryptocaridae Heard et al., 2020
    - Famiglia Gigantapseudidae Kudinova-Pasternak, 1978
    - Famiglia Jurapseudidae † Schram, Sieg & Malzahn, 1986
    - Famiglia Kalliapseudidae Lang, 1956
    - Famiglia Metapseudidae Lang, 1970
    - Famiglia Numbakullidae Gutu & Heard, 2002
    - Famiglia Ophthalmapseudidae Heard et al., 2020
    - Famiglia Pagurapseudidae Lang, 1970
    - Famiglia Pagurapseudopsididae Gutu, 2006
    - Famiglia Parapseudidae Gutu, 1981
    - Famiglia Protoapseudoidae Heard et al., 2020
    - Famiglia Sphaeromapseudidae Larsen, 2012
    - Famiglia Sphyrapodidae Gutu, 1980
    - Famiglia Tanzanapseudidae Bacescu, 1975
    - Famiglia Whiteleggiidae Gutu, 1972
    - Genere Palaeotanais † Reiff, 1936

- - Superfamiglia Cretitanaoidea † Schram, Sieg, Malzahn, 1983
    - Famiglia Cretitanaidae † Schram, Sieg & Malzahn, 1986

- Sottordine Tanaidomorpha
  - Superfamiglia Neotanaoidea Sieg, 1980
    - Famiglia Neotanaidae Lang, 1956

  - Superfamiglia Paratanaoidea Lang, 1949
    - Famiglia Agathotanaidae Lang, 1971
    - Famiglia Akanthophoreidae Sieg, 1986
    - Famiglia Alavatanaidae † Vonk & Schram, 2007
    - Famiglia Anarthruridae Lang, 1971
    - Famiglia Colletteidae Larsen & Wilson, 2002
    - Famiglia Cryptocopidae Sieg, 1977
    - Famiglia Heterotanoididae Bird, 2012
    - Famiglia Leptocheliidae Lang, 1973
    - Famiglia Leptognathiidae Sieg, 1976
    - Famiglia Mirandotanaidae Blazewicz-Paszkowycz & Bamber, 2009
    - Famiglia Nototanaidae Sieg, 1976
    - Famiglia Paratanaidae Lang, 1949
    - Famiglia Paratanaoidea incertae sedis
    - Famiglia Pseudotanaidae Sieg, 1976
    - Famiglia Pseudozeuxidae Sieg, 1982
    - Famiglia Tanaellidae Larsen & Wilson, 2002
    - Famiglia Tanaissuidae Bird & Larsen, 2009
    - Famiglia Tanaopsidae Błażewicz-Paszkowycz & Bamber, 2012
    - Famiglia Teleotanaidae Bamber, 2008
    - Famiglia Typhlotanaidae Sieg, 1984

  - Superfamiglia Tanaidoidea Nobili, 1906
    - Famiglia Tanaididae Nobili, 1906